# Armeegruppe
Een Armeegruppe (Nederlands: Legergroepering) was in de Wehrmacht meest een geïmproviseerde Heeresgruppe, die voor een begrensde tijd opgericht werd en bestond uit meerdere legers. In tegenstelling tot een reguliere Heeresgruppe bestond er geen Heeresgruppen-staf, maar werd de legerstaf (Armeeoberkommando (AOK)) van een van de betrokken legers gebruikt. De naamgeving was vaak eenvoudig de naam van de bevelhebber van deze legerstaf. De betrokken legers konden ook van verschillende landen zijn.
De Nederlandse vertalingen zijn soms verwarrend. Hoewel de naam Armeegruppe letterlijk vertaald kan worden tot Legergroep, is Legergroepering beter. Voor Legergroep is namelijk het Duitse Heeresgruppe het equivalent.

## Overzicht
Al in de Eerste Wereldoorlog beschikte het Deutsches Heer al over een zestal Armeegruppen.
Binnen de Wehrmacht bestond gedurende de Tweede Wereldoorlog een hele reeks aan Armeegruppen.

### Armeegruppen volgens definitie
- Armeegruppe Guderian (2e Pantserleger, 2e Leger; 1941)
- Armeegruppe von Kleist (1e Pantserleger, 17e Leger; 1942)
- Armeegruppe von Weichs (2e Leger, 4e Pantserleger, 2e Hongaarse Leger; 1942)
- Armeegruppe Ruoff (17e Leger, 3e Roemeense Leger; 1942)
- Armeegruppe Hoth (4e Pantserleger, 4e Roemeense Leger; 1942/43)
- Armeegruppe G (later Heeresgruppe G; 1e Leger, 19e Leger; 1944)
- Armeegruppe Raus/Armeegruppe Heinrici (1e Pantserleger, 1e Hongaarse Leger; 1944/45)
- Armeegruppe Wöhler (8e Leger, 4e Roemeense Leger resp. 2e Hongaarse Leger/1e Hongaarse Leger; 1944)
- Armeegruppe Fretter-Pico (6e Leger, 2e Hongaarse Leger resp. 3e Hongaarse Leger; 1944/45)
- Armeegruppe Balck (6e Leger, 3e Hongaarse Leger; 1944/45)
- Armeegruppe Student (1e Parachutistenleger, 15e Leger; 1944)

### Armeegruppen onder bevel van gelieerde bevelhebbers
- Armeegruppe Antonescu (3e en 4e Roemeense Leger, 11e Leger; 1941)
- Armeegruppe Dumitrescu (3e Roemeense Leger, 6e Leger; 1944)
- Armeegruppe Ligurien (Armee Ligurien, 14e Leger; 1944/45)

### Bijzondere Armeegruppen
In afwijking van de bovengenoemde definities werden echter ook als Armeegruppen vernoemd:
- Armee/Armeegruppe Blumentritt (voormalige Armeegruppe Student; 1945)
- Armeegruppe Felber (83e Legerkorps met verbindingsstaf naar het 4e Italiaanse Leger; 1942/43)
- Armeegruppe Frießner (1944)
- Armeegruppe Loch (1943)
- Armeegruppe von Lüttwitz (1944)
- Armeegruppe von Manteuffel (1943)
- Armeegruppe Mattenklott (1943)
- Armeegruppe Normandie (1943)
- Armeegruppe Spree (1943)
- Armeegruppe Südgriechenland (1943)
- Armeegruppe XXI (ook bekend als Gruppe XXI; 1940)

### Incorrect gebruikte benamingen
Verder duiken in de literatuur namen van Armeegruppen op, die eigenlijk een andere officiële naam hadden:
- Armeegruppe A (hier wordt de Armee-Abteilung A bedoeld; 1939)
- Armeegruppe Hollidt (hier wordt de Armee-Abteilung Hollidt bedoeld, die tijdelijk ook wel bekend stond als Gruppe Hollidt, Angriffsgruppe Hollidt en Alarmgruppe Hollidt; 1942)
- Armeegruppe Lanz (hier wordt de Armee-Abteilung Lanz bedoeld; 1943)
- Armeegruppe Narwa (hier wordt de Armee-Abteilung Narwa bedoeld; 1944)
- Armeegruppe Nikopol (hier wordt de Gruppe Schörner bedoeld; 1943)
- Armeegruppe Steiner (hier wordt de Armee-Abteilung Steiner bedoeld; 1945)
- Armeegruppe Straube (hier wordt de Armee-Abteilung Straube bedoeld; 1945)